# Roger Guenveur Smith

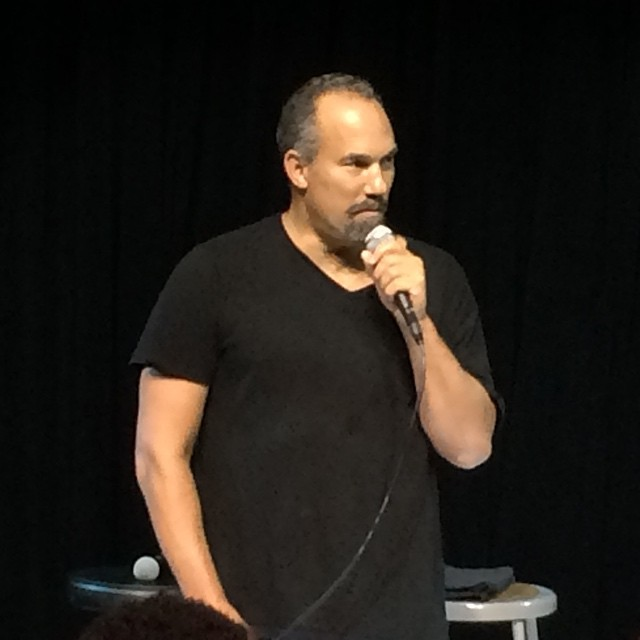
Roger Guenveur Smith (2014)

Roger Guenveur Smith (* 27. Juli 1955 in Berkeley, Kalifornien) ist ein US-amerikanischer Schauspieler und Autor.

## Leben und Karriere
Roger Guenveur Smith wurde als Sohn einer Zahnärztin und eines Richters im kalifornischen Berkeley geboren.  Er studierte ursprünglich Geschichte an der Yale University, wechselte dann allerdings zum Schauspielkurs der Universität. Er nahm weiteren Schauspielunterricht am Keskidee Centre in London. Smith ist Afroamerikaner, hat aber eine vergleichsweise helle Hautfarbe, was sich auch in seinen Rollen in einer gewissen Ambiguität widerspiegelt. Er spielt bis heute häufig sehr kontroverse oder politische Rollen, die sich mit dem Thema des Rassismus in den USA auseinandersetzen.
Bekannt wurde Smith vor allem durch seine langjährige Zusammenarbeit mit Regisseur Spike Lee, dessen Debütfilm School Daze zugleich der erste Filmauftritt von Smith war. Bekannt wurde er 1989 durch die Nebenrolle des stotternden Bettlers, der Bilder von afroamerikanischen Helden verkauft, in Lees Filmklassiker Do the Right Thing. Smith stand anschließend noch für weitere Filme Lees vor der Kamera, unter anderem für die erfolgreiche Filmbiografie Malcom X (1992) sowie zuletzt im Jahr 2015 für Chi-Raq. Smith spielt bis heute überwiegend in Independentfilmen, eine Ausnahme war beispielsweise Ridley Scotts Blockbuster American Gangster aus dem Jahr 2007. in Fernsehrollen trat er vergleichsweise selten auf – eine Ausnahme war eine der Hauptrollen in der von Steven Soderbergh und George Clooney produzierten HBO-Fernsehserie K Street.
Neben seiner Filmkarriere arbeitet Smith weiterhin als Theaterschauspieler und verfasste selbst bereits mehrere Theaterstücke – beispielsweise Juan and John, dass sich mit dem Streit zwischen den Baseballspielern Juan Marichal und John Roseboro auseinandersetzt. Im Jahr 2001 verfilmte Spike Lee das von Roger Guenveur Smith selbst verfasste Ein-Mann-Theaterstück A Huey P. Newton Story: Auch in der Verfilmung verkörpert Smith den Black-Panther-Mitbegründer Huey Newton. Die Texte des Stückes wurden in Lees Verfilmung beibehalten, allerdings mit filmischen Mitteln durchsetzt – der Film war allerdings ein kommerzieller Misserfolg und fand nur ein sehr begrenztes Publikum. Trotzdem verfilmte Lee mit Rodney King im Jahr 2017 ein weiteres Ein-Mann-Stück von Smith für die Leinwand, ein drittes gemeinsames Filmprojekt – über Frederick Douglass – ist in naher Zukunft geplant.
Roger Guenveur Smith ist in zweiter Ehe verheiratet und hat vier Kinder. Er lebt in Los Angeles und New York City.

## Filmografie (Auswahl)
- 1988: School Daze
- 1989: Do the Right Thing
- 1990: King of New York – König zwischen Tag und Nacht (King of New York)
- 1990: College Fieber (A Different World, Fernsehserie, 5 Folgen)
- 1992: Jenseits der weißen Linie (Deep Cover)
- 1992: Malcolm X
- 1993: Poetic Justice
- 1995: Tales from the Hood
- 1995: Die O.J. Simpson Story – Der Mordfall des Jahrhunderts (The O.J. Simpson Story, Fernsehfilm)
- 1995: Panther
- 1996: Auf engstem Raum (Get on the Bus)
- 1997: New York Undercover (Fernsehserie, Folge 3x24)
- 1997: Oz – Hölle hinter Gittern (Oz, Fernsehserie, 2 Folgen)
- 1997: Eve’s Bayou – Im Bann der Lügen (Eve’s Bayou)
- 1997–1998: All My Children (Fernsehserie, 6 Folgen)
- 1998: Spike Lee’s Spiel des Lebens (He Got Game)
- 1998: Courage – Der Mut einer Frau (The Color of Courage, Fernsehfilm)
- 1999: Summer of Sam
- 1999: Showdown in der Hölle (Façade)
- 2000: Final Destination
- 2001: A Huey P. Newton Story (auch Autor)
- 2002: All About the Money (All About the Benjamins)
- 2002: The Guardian – Retter mit Herz (The Guardian, Fernsehserie, Folge 2x04)
- 2003: Shade
- 2003: K Street (Fernsehserie, 10 Folgen)
- 2004: Star Wars: Knights of the Old Republic II: The Sith Lords (Computerspiel, Stimme)
- 2005: Third Watch – Einsatz am Limit (Third Watch, Fernsehserie, Folge 6x11)
- 2006: Mercenary for Justice
- 2006: God’s Waiting List
- 2007: The Take – Rache ist das Einzige, was zählt (The Take)
- 2007: American Gangster
- 2008: Terminator: The Sarah Connor Chronicles (Fernsehserie, Folge 2x01)
- 2009: Fighting
- 2009: Kings (Fernsehserie, Folge 1x07)
- 2010: Mooz-Lum
- 2011: Ein Cop mit dunkler Vergangenheit – The Son of No One (The Son of No One)
- 2011: Atemlos – Gefährliche Wahrheit (Abduction)´
- 2012: In the Hive
- 2013: Empire State – Die Straßen von New York (Empire State)
- 2015: Dope
- 2015: Chi-Raq
- 2016: The Birth of a Nation – Aufstand zur Freiheit (The Birth of a Nation)
- 2017: The Clapper
- 2017: Rodney King (auch Autor)
- 2017: Marshall
- 2017: Queen Sugar (Fernsehserie, Folge 2x13)
- 2019: Hollow Point
- 2020: Self Made: Das Leben von Madam C.J. Walker (Self Made, Miniserie)
- 2022: Till – Kampf um die Wahrheit (Till)
- 2022–2023: All Rise – Die Richterin (All Rise, Fernsehserie, 8 Folgen)
- 2023: To Live And Die And Live
- 2024: Riff Raff – Verbrechen ist Familiensache (Riff Raff)